# 布莱尔·特恩布尔
布莱尔·特恩布尔（英語：Blayre Turnbull，1993年7月15日—），加拿大女子冰球运动员。她曾代表加拿大国家队参加2018年和2022年冬季奥林匹克运动会冰球比赛，获得一枚金牌和一枚银牌。